# ژن ماکوی
ژن ماکوی (مجاری: Makó Jenő؛ زاده ۲۴ ژانویهٔ ۱۹۱۶ درگذشته ۱۴ ژوئن ۲۰۱۳) یک تنیس‌باز اهل ایالات متحده آمریکا بود.